# Alala Kurosawa
Alala Kurosawa (黒澤あらら, Kurosawa Alala), também conhecido como Arara Kurosawa, é um diretor de filme pornográfico japonês especializado em produzir vídeos do gênero pornográfico bukkake. Ele foi referido como o melhor da indústria de filmes de "sêmen" (ザーメン, zāmen) e no final de 2011 já havia dirigido mais de 300 filmes do tipo.

## Vida e carreira
Kurosawa começou sua carreira como diretor na Waap Entertainment, assim como os colegas diretores Kingdom e (Jo)Style. Kurosawa dirigiu os primeiros vídeos produzidos por Waap, a série "Dream Shower", lançada em dezembro de 1998. Na série "Dream Shower", Kurosawa combinou bukkake com o gênero gang bang. Depois de vários anos em Waap, onde dirigiu mais de cinquenta vídeos, Kurosawa passou a trabalhar no recém-formado estúdio Moodyz, onde dirigiu mais de 160 vídeos. Na Moodyz, ele criou uma nova série bukkake, "Dream Woman", que começou em janeiro de 2002 com o lançamento de Dream Woman Vol. 1 (ドリームウーマン Dream Woman Vol. 1), com Mayu Koizumi. Em meados de 2010, a série, totalmente dirigida por Kurosawa, havia atingido o Volume 78, estrelado por Hitomi Tanaka.
Enquanto estava na Moodyz, Kurosawa recebeu o Prêmio de Melhor Diretor nas cerimônias de 2002 e 2003 dos Prêmios Moodyz. Nos Prêmios Moodyz de 2004, ele recebeu um prêmio de diretores e um prêmio de diretores especiais. Quando o novo estúdio, S1 No. 1 Style, foi fundado em novembro de 2004, Kurosawa foi um de seus primeiros diretores, lançando sua produção com tema bukkake, Love Love Date (ラブラブデート), com Akane Mochida, em dezembro de 2004. Kurosawa também fez um número considerável de vídeos para o estúdio IdeaPocket, trabalhando principalmente na popular série "Digital Channel".

Para a competição do AV Grand Prix de 2009, Moodyz participou do vídeo de Kurosawa, Dream Woman DX, estrelado por Maria Ozawa, Ryou Takamiya e Natsumi Horiguchi. Além de Ozawa, ao longo dos anos, Kurosawa também trabalhou com grandes ídolos da indústria, como Sora Aoi, An Nanba, Yua Aida, Honoka, Nao Oikawa, Yuma Asami e Bunko Kanazawa.